# گیلیس (لوئیزیانا)
گیلیس (به انگلیسی: Gillis) شهری در ایالت لوئیزیانا کشور ایالات متحده آمریکا است که جمعیت آن در سرشماری سال ۲۰۱۰ میلادی، ۶۵۷ نفر بوده‌است.